# Бриджмен, Робин, 3-й виконт Бриджмен
Робин Джон Орландо Бриджмен, 3-й виконт Бриджмен (англ. Robin John Orlando Bridgeman, 3rd Viscount Bridgeman; родился 5 декабря 1930 года) — британский пэр и политик.

## Биография
Родился 5 декабря 1930 года. Единственный сын бригадира достопочтенного Джеффри Джона Орландо Бриджмена (1898—1974) и Мэри Мэриэл Гертруды Толбот (1903—1974), внук Уильяма Бриджмена, 1-го виконта Бриджмена (1864—1935). Он получил образование в Итонском колледже. Он служил в стрелковой бригаде в 1950 и 1951 годах, получив звание второго лейтенанта, и в Королевских зеленых куртках достиг звания лейтенанта.
В 1958 году лорд Бриджмен стал дипломированным бухгалтером. Он был партнером Фенна и Кростуэйта в 1973 году и Хендерсона Кростуэйта с 1975 по 1986 год. С 1988 по 1990 год он был директором Guinness Mahon, а с 1988 по 1994 год директором Nestor-BNA. Кроме того, он был директором Художественной библиотеки Бриджмена с 1972 года.
Лорд Бриджмен — бывший председатель библиотеки дворца друзей Ламбета и казначей компании Новой Англии и Фонда помощи Флоренс Найтингейл в болезни. Он также является председателем больницы Святого Иоанна и Святой Елизаветы и попечителем музыки в Винчестере. С 1992 по 2000 год он был специальным попечителем больницы Хаммерсмит и королевы Шарлотты.
Лорд Бриджмен — рыцарь Суверенного военного Мальтийского ордена. Он унаследовал титулы своего дяди 17 ноября 1982 года и является одним из девяноста избранных наследственных пэров в Палате лордов, где он заседает от Консервативной партии . Он является представителем по внутренним делам и правительственным кнутом.

## Семья
10 декабря 1966 года лорд Бриджмен был женат на Виктории Харриет Люси Тертон (р. 1942), дочери Ральфа Мередита Тертона (1908—1988) и Мэри бланш Четвинд-Стейпайлтон (1910—2009). У них четверо детей:
- Достопочтенный Уильям Орландо Каспар Бриджмен (15 августа 1968 — 12 ноября 2001), не женат
- Достопочтенный Люк Робинсон Орландо Бриджмен (р. 1 мая 1971), с 1996 года женат на Виктории Розе Фрост, от брака с которой у него было трое детей
- Достопочтенный Эсмонд Фрэнсис Ральф Орландо Бриджмен (р. 3 октября 1974)
- Достопочтенный Орландо Генри Джеффри Бриджмен (р. 11 апреля 1983).